# Urueña (kommunhuvudort)
Urueña är en kommunhuvudort i Spanien.   Den ligger i provinsen Provincia de Valladolid och regionen Kastilien och Leon, i den centrala delen av landet, 190 km nordväst om huvudstaden Madrid. Urueña ligger 832 meter över havet och antalet invånare är 211.
Terrängen runt Urueña är huvudsakligen lite kuperad. Urueña ligger uppe på en höjd. Runt Urueña är det mycket glesbefolkat, med 7 invånare per kvadratkilometer. Närmaste större samhälle är Villabrágima, 12,7 km nordost om Urueña. Trakten runt Urueña består till största delen av jordbruksmark.